# 1897 au cinéma
| Années du cinéma : 1894 - 1895 - 1896 - 1897 - 1898 - 1899 - 1900    |
| Décennies du cinéma : 1860 - 1870 - 1880 - 1890 - 1900 - 1910 - 1920 |

Cet article présente les faits marquants de l'année 1897 au cinéma.

## Événements
- mars : Un cinéma Lumière est ouvert au 6, boulevard Saint-Denis, à l'emplacement d'un ancien théâtre de prestidigitation. Le prix du billet est de 50 centimes. C'est la cinquième salle Lumière à entrer en service depuis le 28 décembre 1895, et le premier établissement fixe, spécialisé pour cette exploitation[1].
- 12 mars : Le café-concert Bataclan projette des films de Georges Méliès, interprétés par Paulus. Caché derrière l'écran, l'acteur en personne sonorise le film en chantant[1].
- avril : La réalisation des films produits par Léon Gaumont débute, dans les studios de la rue des Alouettes, près des Buttes-Chaumont. Il en confie la charge à sa secrétaire, Alice Guy[2].
- avril : L'opérateur de Lumière Félix Mesguich est arrêté aux États-Unis sous le prétexte qu'il ne disposait pas d'autorisation pour filmer. Il était en train de filmer une bataille de boules de neige. C'est en fait la conséquence d'une attitude protectionniste, demandée notamment par Edison. La première compagnie Lumière aux États-Unis est contrainte de cesser ses activités sur le territoire américain.
- 4 mai : Incendie du Bazar de la Charité (Paris), provoqué par l'appareil de projection de M. Normandin. 129 morts appartenant, pour la plupart, à la noblesse de l'époque, dont la duchesse d'Alençon, sœur de l'impératrice d'Autriche. La catastrophe faillit être fatale à l'industrie naissante du cinéma.

## Principaux films de l'année

### France
- Après le bal, par Georges Méliès, France
- Assassinat du Duc de Guise (film), par Georges Hatot, France
- Voyage de Monsieur le Président de la République en Russie, par Alexandre Promio, France
- Le premier cigare, par Emile Raynaud, France.

### Suède
- L'Arrivée du roi du Siam à Stockholm, tourné par Ernest Florman, premier film suédois de l'histoire, projeté dans le cadre de l'exposition de Stockhlom de 1897.
- Duel dans le vieux Stockholm, Ernest Florman, Suède

### Danemark
- Des chiens groenlandais tirent un traîneau, tourné par le photographe Peter Elfelt, considéré premier film danois de l'histoire.

### États-Unis
- Le Match Corbett-Fitzsimmons, par Enoch J. Rector, premier grand reportage sportif, États-Unis

## Principales naissances
- 26 mars : Jean Epstein († 3 avril 1953).
- 4 avril : Pierre Fresnay († 19 janvier 1975).
- 26 avril : Douglas Sirk († 14 janvier 1987).
- 6 mai : Harry d'Abbadie d'Arrast, réalisateur et scénariste d'origine argentine († 17 mars 1968).
- 18 mai : Frank Capra († 3 septembre 1991).
- 9 août : Noël-Noël († 4 octobre 1989).
- 22 août : Elisabeth Bergner, actrice allemande († 12 mai 1986).
- 31 août : Fredric March († 14 avril 1975).
- 30 septembre : Renée Adorée, actrice française († 5 octobre 1933).
- 14 décembre : Jean-Louis Allibert, comédien français († 16 décembre 1979).